# Ваутер ван Пелт
Ваутер ван Пелт (нід. Wouter van Pelt, 23 квітня 1968) — нідерландський хокеїст на траві.
Олімпійський чемпіон 1996, 2000 років, учасник 1992 року.
Чемпіон світу 1998 року, срібний призер 1994 року.
Переможець Трофею чемпіонів 1996, 2000 років, бронзовий призер 1991, 1993, 1994 років.